# Fructidor

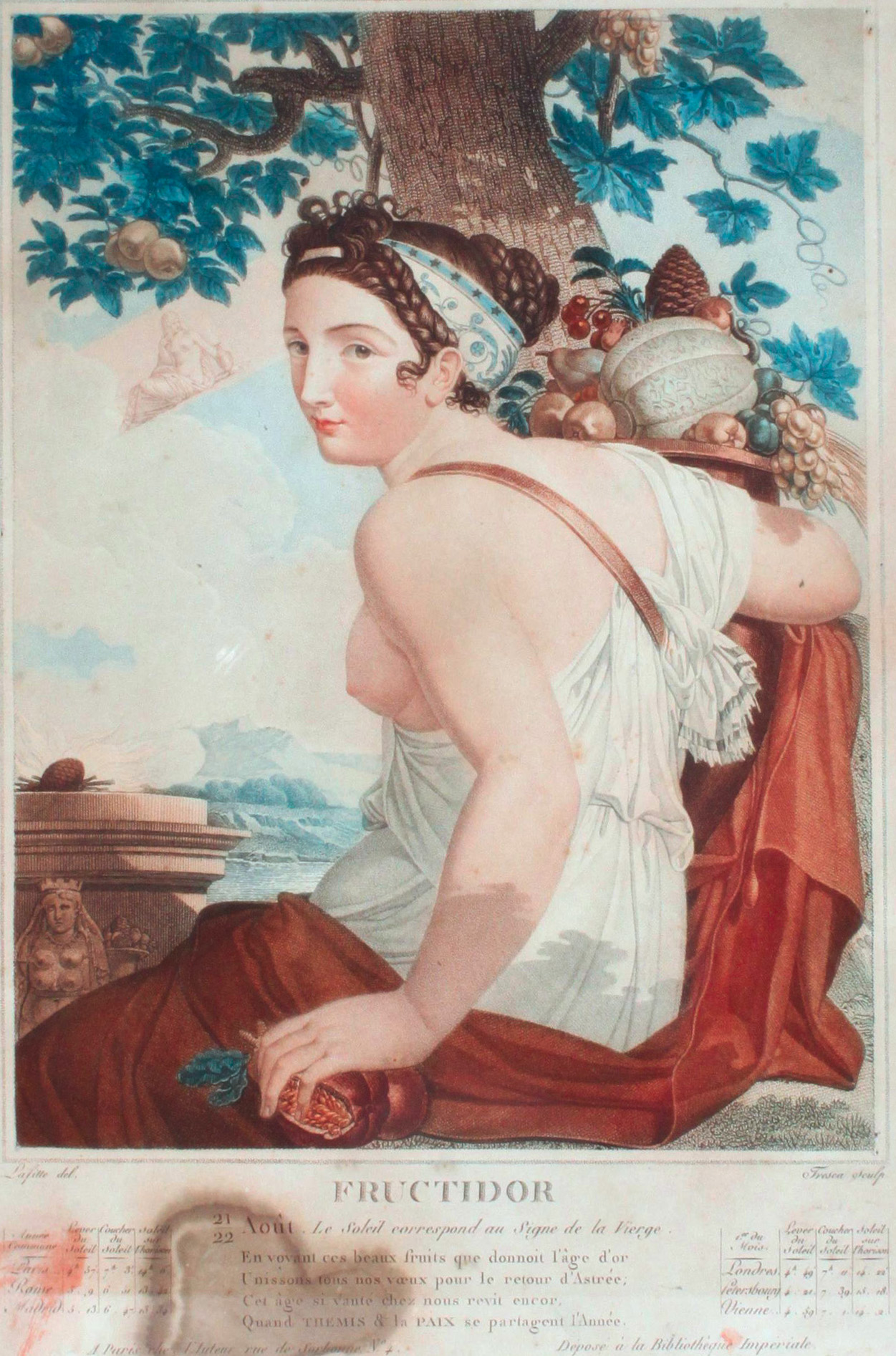
Allegorie des Fructidor

Der Fructidor (deutsch auch Fruchtmonat) ist der zwölfte Monat des republikanischen Kalenders der Französischen Revolution. Er folgt auf den Thermidor, ihm folgen die Sansculottiden.
Der Name ist von lateinisch fructus ,Frucht‘ (daher französisch fructueux ,fruchttragend‘) und dem griechischen δῶρον (dõron) ,Geschenk‘ abgeleitet. Der Fructidor ist der dritte Monat des Sommerquartals (mois d’été). Er beginnt etwa am 18. August und endet etwa am 16. September.

## Tagesnamen
Wie alle Monate des Französischen Revolutionskalenders hatte der Fructidor 30 Tage, die in drei Dekaden eingeteilt wurden. Die Tage waren nach landwirtschaftlich bedeutsamen Pflanzen benannt, mit Ausnahme des 5. und 10. Tages jeder Dekade. Der 5. Tag (Quintidi) wurde nach einem Haus- oder Nutztier benannt, der 10. Tag (Decadi) nach einem landwirtschaftlichen Gerät.
| Tagesnamen für den Fructidor |            |                                                |           |                                     |           |                                |
| | 1re Décade | 1re Décade                                     | 2e Décade | 2e Décade                           | 3e Décade | 3e Décade                      |
| Primidi | 1.         | Prune (Pflaume)                                | 11.       | Pastèque (Wassermelone)             | 21.       | Eglantier (Heckenrose)         |
| Duodi | 2.         | Millet (Hirse)                                 | 12.       | Fenouil (Fenchel)                   | 22.       | Noisette (Haselnuss)           |
| Tridi | 3.         | Licoperde Lycoperdon (Stäubling)               | 13.       | Epine vinette (Berberitze)          | 23.       | Houblon (Hopfen)               |
| Quartidi | 4.         | Escourgeon (Futtergerste)                      | 14.       | Noix (Walnuss)                      | 24.       | Sorgho (Sorghum)               |
| Quintidi | 5.         | Saumon (Lachs) Barbeau (Barbe)                 | 15.       | Truite (Forelle) Goujon (Gründling) | 25.       | Écrevisse (Krebs)              |
| Sextidi | 6.         | Tubéreuse (Tuberose)                           | 16.       | Citron (Zitrone)                    | 26.       | Bigarade (Pomeranze)           |
| Septidi | 7.         | Sucrion Escourgeon/Orge d’hiver (Wintergerste) | 17.       | Cardière (Karde)                    | 27.       | Verge d’or (Goldraute)         |
| Octidi | 8.         | Apocyn (Hundswürger)                           | 18.       | Nerprun (Kreuzdorn)                 | 28.       | Maïs (Mais)                    |
| Nonidi | 9.         | Réglisse (Lakritze)                            | 19.       | Tagette Tagete (Studentenblume)     | 29.       | Marron (Esskastanie)           |
| Décadi | 10.        | Échelle (Leiter)                               | 20.       | Hotte (Tragkorb)                    | 30.       | Panier (Korb) Corbeille (Korb) |
| moderne französische Namen erscheinen kursiv – Vorschläge von Fabre d’Églantine, die nicht akzeptiert wurden, erscheinen in Kleinschrift |            |                                                |           |                                     |           |                                |

## Umrechnungstafel
| I. | II. | III. | IV. | V. | VI. | VII. |

| August | 1793 | 1794 | 1795 | 1796 | 1797 | 1798 | 1799 | September |

| I. | II. | III. | IV. | V. | VI. | VII. |

| August | 1793 | 1794 | 1795 | 1796 | 1797 | 1798 | 1799 | September |

| VIII. | IX. | X. | XI. | XII. | XIII. |

| August | 1800 | 1801 | 1802 | 1803 | 1804 | 1805 | September |

| VIII. | IX. | X. | XI. | XII. | XIII. |

| August | 1800 | 1801 | 1802 | 1803 | 1804 | 1805 | September |

## Umrechnungsbeispiel
Zu ermitteln ist der 5. Fructidor VI.
Das Jahr VI steht in der oberen Tabelle, darunter das gregorianische Jahr 1798. Unter dem 5. (obere Tageszeile) steht der 22. Da dieser vor dem Monatsübergang (31.→1.) liegt, ist der August gemeint.
Das gregorianische Datum ist also der 22. August 1798.
Siehe auch: Umrechnungstafel zwischen gregorianischem und republikanischem Kalender

## Ereignisse
In diesem Monat fand der Staatsstreich des 18. Fructidor V statt, bei dem zwei der insgesamt fünf Direktoren des Direktoriums zwangsweise ausgetauscht wurden, um einer Machtübernahme durch royalistische Kräfte zuvorzukommen.